# Cantón de Chantilly
El cantón de Chantilly es una división administrativa francesa, situada en el departamento de Oise y la región de Picardía.
Desde 1998, su consejero general es Patrice Marchand, de la UMP.

## Geografía

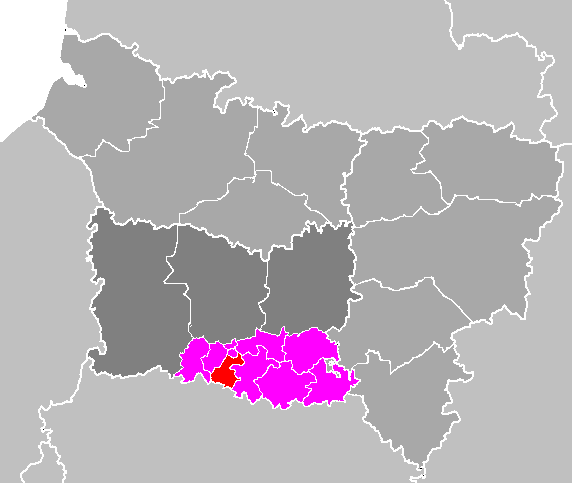
Localización del cantón de Chantilly (rojo) respecto del distrito de Senlis (rosa) y del departamento de Oise (gris oscuro).

Este cantón se organiza alrededor de Chantilly, en el distrito de Senlis. Su altitud varía de 22 m (Gouvieux) a 133 m (Apremont), teniendo una altitud media de 108 m.

## Composición
El cantón de Chantilly agrupa 6 comunas y cuenta con 35 137 habitantes (según el censo de 1999).
| Comunas       | hab.   | código postal | código INSEE |
| ------------- | ------ | ------------- | ------------ |
| Apremont      | 813    | 60300         | 60022        |
| Chantilly     | 10 902 | 60500         | 60141        |
| Coye-la-Forêt | 3 516  | 60580         | 60172        |
| Gouvieux      | 9 406  | 60270         | 60282        |
| Lamorlaye     | 8 101  | 60260         | 60346        |
| Saint-Maximin | 2 399  | 60740         | 60589        |

## Demografía
| 19,483 | 23,726 | 28,650 | 32,049 | 35,244 | 35,137 |
| Para los censos de 1962 a 1999 la población legal corresponde a la población sin duplicidades (Fuente: INSEE [Consultar]) |        |        |        |        |        |